# Wendische stedenbond
De Wendische stedenbond ontstond in 1259 tussen de Hanzesteden Lübeck, Stralsund, Wismar, Rostock, Kiel, Hamburg, Lüneburg, Greifswald, Stettin en Anklam. Het doel was de beveiliging van de handelswegen te land en ter zee. Wendisch verwijst hier naar de Wenden, een benaming voor de vroegere West-Slavische bevolking van het gebied.
In de 15e eeuw geraakten de steden in oorlog met Holland en Zeeland, de zogenaamde Hollands-Wendische Oorlog (1438-1441) die ging over geld, eer en handel. De oorlog bracht op dat de machtige Hanzesteden de Hollanders tegen betaling door de Sont lieten varen om handel te drijven in de Oostzee.l.

Lübeck
Stralsund
Wismar
Rostock
Kiel
Hamburg
Lüneburg
Greifswald
Stettin
Anklam